# مایتس
مایتس (به آلمانی: Meitze) یک منطقهٔ مسکونی در آلمان است که در ودمارک واقع شده‌است. مایتس ۷۶۹ نفر جمعیت دارد.